# 丹波篠山市立篠山中学校
丹波篠山市立篠山中学校（たんばささやましりつ ささやまちゅうがっこう）は、兵庫県丹波篠山市東沢田にある公立中学校。
丹波篠山市街地からやや東に離れた田園地帯に立地する。

## 沿革
- 1947年（昭和22年）4月1日 - 篠山町立篠山中学校（旧）及び多紀郡城北村外三ケ村学校組合立中部中学校が開校。
- 1948年（昭和23年）4月1日 - 篠山町立篠山中学校（旧）及び多紀郡城北村外三ケ村組合立中部中学校を統合し、多紀郡篠山町外四ケ村学校組合立篠山中学校を設立。校舎は兵庫県立篠山高等女学校（現・兵庫県立篠山鳳鳴高等学校の前身の一つ）跡地（旧篠山城三の丸）に置かれた。
- 1954年（昭和29年）10月24日 - 校旗・校歌を制定。
- 1955年（昭和30年）4月20日 - 町村合併に伴い、篠山町立篠山中学校に改称。
- 1959年（昭和34年）5月1日 - 毎年5月1日を篠山中学校創立記念日に制定。
- 1984年（昭和59年） - 通学区域から三田市立母子小学校区を三田市立上野台中学校へ移管。バス路線開通によるもの。
- 1999年（平成11年）4月1日 - 多紀郡4町統合による篠山市発足に伴い、篠山市立篠山中学校と改称。
- 2004年（平成16年）3月6日 - 現在地の新校舎が竣工。4月1日から正式に移転。
- 2019年（令和元年）5月1日 - 篠山市が丹波篠山市に名称変更したことに伴い、丹波篠山市立篠山中学校に改称。

## 進学前小学校
以下3校の小学校区
- 丹波篠山市立篠山小学校
- 丹波篠山市立八上小学校
- 丹波篠山市立城北畑小学校

以下2校の小学校区からは、選択進学が可能。
- 丹波篠山市立岡野小学校
- 丹波篠山市立城南小学校

## 周辺
- 王地山公園
- 沢田城跡
- 丹波篠山市立篠山養護学校

## 著名な出身者
- 小山拓土 - サッカー選手
- 長島徹 - 元帝人社長
- 畑佳秀 - 日本ハム社長

## アクセス
- ウイング神姫（旧神姫グリーンバス ）本篠山バス停から北東へ1.1km